# المجلس القومي للأجور (مصر)
المجلس القومي للأجور هو مجلس قومي حكومي مصري يرأسه وزير التخطيط، منشأ بقرار رئيس مجلس الوزراء رقم 983 لسنة 2003 طبقا للمادة 34 من قانون العمل رقم 12 لسنة 2003.

## اختصاصات المجلس
- وضع الحد الأدنى للأجور على المستوى القومي بمراعاة نفقات المعيشة وبإيجاد الوسائل و التدابير التي تكفل تحقيق التوازن بين الأجور و الأسعار .
- وضع الحد الأدنى للعلاوة السنوية الدورية بما لا يقل عن 7% من الأجر الأساسي الذي تحسب على أساسه اشتراكات التأمينات الاجتماعية ، وفي حالة تعرض المنشأة لظروف اقتصادية يتعذر معها صرف العلاوة الدورية المشار إليها ، يعرض الأمر على المجلس القومي للأجور لتقرير ما يراه ملائما مع ظروفها في خلال ثلاثين يوما من تاريخ عرض الأمر عليه .

## القوانين المنظمة
- قانون العمل رقم 14 لسنة 2025.[2]
- قانون العمل رقم 12 لسنة 2003 وتعديلاته.[3]
- قرار رئيس مجلس الوزراء رقم 983 لسنة 2003 بشأن إنشاء المجلس القومي للأجور.[4]
- قرار رئيس مجلس الوزراء رقم 1133 لسنة 2011 بشأن إعادة تشكيل المجلس القومي للأجور وتحديد اختصاصاته.[5]
- قرار رئيس مجلس الوزراء رقم 2659 لسنة 2020 بشأن إعادة تشكيل المجلس القومي للأجور وتحديد اختصاصاته.[6]

## أعضاء المجلس
- أعضاء بحكم وظائفهم أو خبراتهم .
- أعضاء يمثلون منظمات أصحاب الأعمال تختارهم هذه المنظمات .
- أعضاء يمثلون الاتحاد العام لنقابات عمال مصر يختارهم الاتحاد .

ويراعى أن يكون عدد أعضاء الفئة الأولى مساويا لعدد أعضاء الفئتين الثانية والثالثة معا وأن يتساوى عدد أعضاء كل من الفئتين الثانية و الثالثة .
ويحدد في قرار تشكيل المجلس اختصاصاته الأخرى و نظام العمل به .

## مواد قانون العمل الخاصة بالأجور
- مادة 34

ينشأ مجلس قومى للأجور برئاسة وزير التخطيط يختص بوضع الحد الأدنى للأجور على المستوى القومي بمراعاة نفقات المعيشة، وبإيجاد الوسائل والتدابير التي تكفل تحقيق التوازن بين الأجور والأسعار. كما يختص المجلس بوضع الحد الأدنى للعلاوات السنوية الدورية بما لا يقل عن (%7) من الأجر الأساسي الذي تحسب على أساسه اشتراكات التأمينات الاجتماعية. وفي حالة تعرض المنشأة لظروف اقتصادية يتعذر معها صرف العلاوة الدورية المشار إليها، يعرض الأمر على المجلس القومي للأجور لتقرير ما يراه ملائماً مع ظروفها في خلال ثلاثين يوماً من تاريخ عرض الأمر عليه. ويصدر رئيس مجلس الوزراء خلال ستين يوماً من تاريخ العمل بهذا القانون قراراً بتشكيل هذا المجلس ويضم في عضويته الفئات الآتية:
1. أعضاء بحكم وظائفهم أو خبراتهم.
2. أعضاء يمثلون منظمات أصحاب الأعمال تختارهم هذه المنظمات.
3. أعضاء يمثلون الاتحاد العام لنقابات عمال مصر يختارهم الاتحاد.

```
ويراعى أن يكون عدد أعضاء الفئة الأولى مساويا لعدد أعضاء الفئتين الثانية والثالثة معا وأن يتساوى عدد أعضاء كل من الفئتين الثانية والثالثة. ويحدد في قرار تشكيل المجلس اختصاصاته الأخرى ونظام العمل به.
```

- مادة 35

يحظر التمييز في الأجور بسبب اختلاف الجنس أو الأصل أو اللغة أو الدين أو العقيدة.
- مادة 36

يحدد الأجر وفقا لعقد العمل الفردي أو اتفاقية العمل الجماعي أو لائحة المنشأة، فإذا لم يحدد الأجر بأي من هذه الطرق استحق العامل أجر المثل إن وجد، وإلا قدر الأجر طبقا لعرف المهنة في الجهة التي تؤدى فيها العمل، فإن لم يوجد عرف تولت اللجنة المنصوص عليها في المادة (71) من هذا القانون تقدير الأجر وفقا لمقتضيات العدالة، وذلك كله مع مراعاة حكم المادتين (34،35) من هذا القانون.
- مادة 37

إذا تم الاتفاق على تحديد الأجر بالإنتاج أو بالعمولة وجب ألا يقل ما يحصل عليه العامل عن الحد الأدنى للأجور.
- مادة 38

تؤدى الأجور وغيرها من المبالغ المستحقة للعامل بالعملة المتداولة قانونا في أحد أيام العمل وفي مكانه مع مراعاة الأحكام التالية:
- - العمال المعينون بأجر شهري تؤدى أجورهم مرة على الأقل في الشهر.
  - إذا كان الأجر بالإنتاج واستلزم العمل مـدة تزيـد على أسبوعين وجب أن يحصل العامل كل أسبوع على دفعة تحت الحساب تتناسب مع ما أتمه من العمل وأن يؤدى له باقي الأجر خلال الأسبوع التالي ما كلف به.
  - في غير ما ذكر في البندين السابقين تؤدى العمال أجورهم مرة كل أسبوع على الأكثر ما لم يتفق على غير ذلك.
  - إذا انتهت علاقة العمل يؤدى صاحب العمل للعامل أجره وجميع المبالغ المستحقة له فوراً إلا إذا كان العامل قد ترك العمل من تلقاء نفسه فيجب في هذه الحالة على صاحب أداء أجر العامل وجميع مستحقاته في مدة لا تجاوز سبعة أيام من تاريخ مطالبة العامل بهذه المستحقات.
- مادة 39

يكون حسا متوسط الأجر اليومي لعمال الإنتاج أو العمال الذين يتقاضون أجوراً ثابتة مضافا إليها عمولة أو نسبة مئوية على أساس متوسط ما تقاضاه العامل عن أيام العمل الفعلية في السنة الأخيرة أو عن المدة التي اشتغلها إن قلت عن ذلك إن قلت عن ذلك مقسوماً على عدد أيام العمل الفعلية عن ذات الفترة.
- مادة 40

يحظر على صاحب العمل أن ينقل عاملا بالأجر الشهري إلى فئة عمال المياومة أو العمال المعينين بالأجر الأسبوعي أو الساعة أو بالإنتاج إلا بموافقة العامل عند نقله كتابة، ويكون للعامل في هذه الحالة جميع الحقوق التي اكتسبها في المدة التي قضاها بالأجر الشهري.
- مادة 41

إذا حضر العامل إلى مقر عمله في الوقت المحدد للعمل وكان مستعدا لمباشرة عمله وحالت دون ذلك أسباب ترجع إلى صاحب العمل ، اعتبر كأنه أدى عمله فعلا و استحق أجره كاملا.
أما إذا حضر وحالت بينه وبين مباشرة عمله أسباب قهرية خارجة عن إرادة صاحب العمل استحق نصف أجره.
- مادة 42

لا يجوز لصاحب العمل إلزام العامل بشراء أغذية أو سلع أو خدمات من مجال معينة أو مما ينتجه صاحب العمل من سلع أو يقدمه من خدمات.
- مادة 43

لا يجوز لصاحب العمل أن يقتطع من أجر العامل أكثر من 10 % وفاء لما يكون قد أقرضه من مال أثناء سريان العقد أو أن يتقاضى أية فائدة عن هذه القروض ويسرى ذلك الحكم على الأجور المدفوعة مقدما.
- مادة 44

مع مراعاة أحكام المواد (75 ،76 ،77) من قانون تنظيم بعض أوضاع وإجراءات التقاضي في مسائل الأحوال الشخصية الصادر بالقانون رقم 1 لسنة 2000،لا يجوز في جميع الأحوال الاستقطاع أو الحجز أو النزول عن الأجر المستحق للعامل لأداء أي دين إلا في حدود 25% من هذا الأجر ، ويجوز رفع نسبة الخصم إلى 50 % في حالة دين النفقة.
وعند التزاحم يقدم دين النفقة ثم ما يكون مطلوبا لصاحب العمل بسبب ما أتلفه العامل من أدوات أو مهمات أو استردادا لما صرف إليه بغير وجه حق، أو ما وقع على العامل من جزاءات .
ويشترط لصحة النزول عن الأجر في حدود النسبة المقررة بهذه المادة أن تصدر به موافقة مكتوبة من العامل.

## الحد الأقصى للأجور
- قانون رقم 242 لسنة 2011 بشأن الحد الأقصى للدخول وربطه بالحد الأدنى.[7]
- قرار رئيس مجلس الوزراء رقم 322 لسنة 2012 بالقواعد التنفيذية لأحكام المرسوم بالقانون رقم 242 لسنة 2011.[8]
- قانون رقم 63 لسنة 2014 بشأن الحد الأقصى للدخول للعاملين بأجر لدى أجهزة الدولة.[9]
- قرار رئيس مجلس الوزراء رقم 63 لسنة 2014.[10]
- قرار رئيس مجلس الوزراء رقم 511 لسنة 2014.[11]
- قرار رئيس مجلس الوزراء رقم 549 لسنة 2014.[12]

## الحد الأدنى للأجور

### القطاع الخاص
يصدر بشأنه قرارات من المجلس القومي للأجور:
| #  | بيان                                                            | اعتباراً من    | الحد الأدنى للأجر | الحد الأدنى للأجر | فرق الزيادة | نسبة الزيادة المئوية | سعر صرف الدولار المعلن من قبل البنك المركزي المصري في تاريخ تفعيل القرار | قيمة الأجر المقابلة بالدولار |
| #  | بيان                                                            | اعتباراً من    | جنيه مصري         | الفترة            | جنيه مصري   | نسبة الزيادة المئوية | سعر صرف الدولار المعلن من قبل البنك المركزي المصري في تاريخ تفعيل القرار | قيمة الأجر المقابلة بالدولار |
| -- | --------------------------------------------------------------- | ------------- | ----------------- | ----------------- | ----------- | -------------------- | ------------------------------------------------------------------------ | ---------------------------- |
| 1  | قانون رقم 24 لسنة 1972                                          | 1 سبتمبر 1972 | 0.30              | يوم               |             |                      |                                                                          |                              |
| 2  | قانون رقم 64 لسنة 1974                                          | 18 يوليو 1974 | 0.40              | يوم               |             |                      |                                                                          |                              |
| 3  | قانون رقم 125 لسنة 1980                                         | 1 مايو 1980   | 20                | شهر               |             |                      |                                                                          |                              |
| 4  | قانون رقم 119 لسنة 1981                                         | 1 يوليو 1981  | 25                | شهر               | 5           |                      |                                                                          |                              |
| 5  | قرار وزير التخطيط (رئيس المجلس القومي للأجور)                   | 2008          | 300               | شهر               |             |                      |                                                                          |                              |
| 6  | قرار وزير التخطيط (رئيس المجلس القومي للأجور)                   | 2010          | 400               | شهر               | 100         | 33.33%               | 5.77                                                                     | 69.32                        |
| 7  | قرار وزير التخطيط (رئيس المجلس القومي للأجور)                   | 1 يناير 2012  | 700               | شهر               | 300         | 75%                  | 5.80                                                                     | 120.69                       |
| 8  | قرار وزير التخطيط (رئيس المجلس القومي للأجور)                   | 1 يناير 2015  | 1200              | شهر               | 500         | 71.43%               | 7.14                                                                     | 168.07                       |
| 9  | قرار وزير التخطيط (رئيس المجلس القومي للأجور)                   | 2020          | 2000              | شهر               | 800         | 66.67%               |                                                                          |                              |
| 10 | قرار وزير التخطيط (رئيس المجلس القومي للأجور) رقم 57 لسنة 2021  | 1 يناير 2022  | 2400              | شهر               | 400         | 20%                  | 15.66                                                                    | 153.26                       |
| 11 | قرار وزير التخطيط (رئيس المجلس القومي للأجور) رقم 103 لسنة 2022 | 1 يناير 2023  | 2700              | شهر               | 300         | 12.50%               | 24.68                                                                    | 109.40                       |
| 12 | قرار وزير التخطيط (رئيس المجلس القومي للأجور) رقم 46 لسنة 2023  | 1 يوليو 2023  | 3000              | شهر               | 300         | 11.11%               | 30.84                                                                    | 97.28                        |
| 13 | قرار وزير التخطيط (رئيس المجلس القومي للأجور) رقم 90 لسنة 2023  | 1 يناير 2024  | 3500              | شهر               | 500         | 16.67%               | 30.83                                                                    | 113.53                       |
| 14 | قرار وزير التخطيط (رئيس المجلس القومي للأجور) رقم 27 لسنة 2024  | 1 مايو 2024   | 6000              | شهر               | 2500        | 71.43%               | 47.80                                                                    | 125.52                       |
| 15 | قرار وزير التخطيط (رئيس المجلس القومي للأجور) رقم لسنة 2025     | 1 مارس 2025   | 7000              | شهر               | 1000        | 16.66%               | 50.58                                                                    | 138.39                       |

### القطاع العام / الحكومي
يصدر بشأنه قرارات من رئيس مجلس الوزراء:
| #            | بيان                                      | اعتباراً من    | الدرجة الوظيفية / أو ما يعادلها (جنيه مصري) / شهرياً | الدرجة الوظيفية / أو ما يعادلها (جنيه مصري) / شهرياً | الدرجة الوظيفية / أو ما يعادلها (جنيه مصري) / شهرياً | الدرجة الوظيفية / أو ما يعادلها (جنيه مصري) / شهرياً | الدرجة الوظيفية / أو ما يعادلها (جنيه مصري) / شهرياً | الدرجة الوظيفية / أو ما يعادلها (جنيه مصري) / شهرياً | الدرجة الوظيفية / أو ما يعادلها (جنيه مصري) / شهرياً | الدرجة الوظيفية / أو ما يعادلها (جنيه مصري) / شهرياً | الدرجة الوظيفية / أو ما يعادلها (جنيه مصري) / شهرياً |
| #            | بيان                                      | اعتباراً من    | الممتازة                                            | العالية                                             | مدير عام                                            | الأولى                                              | الثانية                                             | الثالثة                                             | الرابعة                                             | الخامسة                                             | السادسة                                             |
| ------------ | ----------------------------------------- | ------------- | --------------------------------------------------- | --------------------------------------------------- | --------------------------------------------------- | --------------------------------------------------- | --------------------------------------------------- | --------------------------------------------------- | --------------------------------------------------- | --------------------------------------------------- | --------------------------------------------------- |
|              | قرار رئيس مجلس الوزراء رقم 63 لسنة 2014   | 1 يناير 2014  |                                                     |                                                     |                                                     |                                                     |                                                     |                                                     |                                                     |                                                     | 1200                                                |
|              | قرار رئيس مجلس الوزراء رقم 1627 لسنة 2019 | 8 يوليو 2019  | 7000                                                | 5000                                                | 4000                                                | 3500                                                | 3000                                                | 2600                                                | 2400                                                | 2200                                                | 2000                                                |
|              | قرار رئيس مجلس الوزراء رقم 2421 لسنة 2019 |               |                                                     |                                                     |                                                     |                                                     |                                                     |                                                     |                                                     |                                                     |                                                     |
| الفرق        |                                           |               |                                                     |                                                     |                                                     |                                                     |                                                     |                                                     |                                                     |                                                     |                                                     |
| نسبة الزيادة |                                           |               |                                                     |                                                     |                                                     |                                                     |                                                     |                                                     |                                                     |                                                     |                                                     |
|              | قرار رئيس مجلس الوزراء رقم 1455 لسنة 2021 | 1 يوليو 2021  | 8400                                                | 6000                                                | 4800                                                | 4200                                                | 3600                                                | 3120                                                | 2880                                                | 2640                                                | 2400                                                |
| الفرق        | 1400                                      | 1 يوليو 2021  | 1000                                                | 800                                                 | 700                                                 | 600                                                 | 520                                                 | 480                                                 | 440                                                 | 400                                                 |                                                     |
| نسبة الزيادة | 20%                                       | 1 يوليو 2021  | 20%                                                 | 20%                                                 | 20%                                                 | 20%                                                 | 20%                                                 | 20%                                                 | 20%                                                 | 20%                                                 |                                                     |
|              | قرار رئيس مجلس الوزراء رقم 1325 لسنة 2022 | 1 أبريل 2022  | 8700                                                | 6300                                                | 5100                                                | 4500                                                | 3900                                                | 3420                                                | 3180                                                | 2940                                                | 2700                                                |
| الفرق        | 300                                       | 1 أبريل 2022  | 300                                                 | 300                                                 | 300                                                 | 300                                                 | 300                                                 | 300                                                 | 300                                                 | 300                                                 |                                                     |
| نسبة الزيادة | 3.57%                                     | 1 أبريل 2022  | 5%                                                  | 6.25%                                               | 7.14%                                               | 8.33%                                               | 9.62%                                               | 10.42%                                              | 11.36%                                              | 12.50%                                              |                                                     |
|              | قرار رئيس مجلس الوزراء رقم 4017 لسنة 2022 | 1 نوفمبر 2022 | 9000                                                | 6600                                                | 5400                                                | 4800                                                | 4200                                                | 3720                                                | 3480                                                | 3240                                                | 3000                                                |
| الفرق        | 300                                       | 1 نوفمبر 2022 | 300                                                 | 300                                                 | 300                                                 | 300                                                 | 300                                                 | 300                                                 | 300                                                 | 300                                                 |                                                     |
| نسبة الزيادة | 3.45%                                     | 1 نوفمبر 2022 | 4.76%                                               | 5.88%                                               | 6.67%                                               | 7.69%                                               | 8.77%                                               | 9.43%                                               | 10.20%                                              | 11.11%                                              |                                                     |
|              | قرار رئيس مجلس الوزراء رقم 1408 لسنة 2023 | 1 أبريل 2023  | 10500                                               | 8500                                                | 7000                                                | 6500                                                | 5500                                                | 5000                                                | 4500                                                | 4000                                                | 3500                                                |
| الفرق        | 1500                                      | 1 أبريل 2023  | 1900                                                | 1600                                                | 1700                                                | 1300                                                | 1280                                                | 1020                                                | 760                                                 | 500                                                 |                                                     |
| نسبة الزيادة | 16.67%                                    | 1 أبريل 2023  | 28.79%                                              | 29.63%                                              | 35.42%                                              | 30.95%                                              | 34.41%                                              | 29.31%                                              | 23.46%                                              | 16.67%                                              |                                                     |
|              | قرار رئيس مجلس الوزراء رقم 4220 لسنة 2023 | 1 أكتوبر 2023 | 11000                                               | 9000                                                | 8000                                                | 7000                                                | 6000                                                | 5500                                                | 5000                                                | 4500                                                | 4000                                                |
| الفرق        | 500                                       | 1 أكتوبر 2023 | 500                                                 | 1000                                                | 500                                                 | 500                                                 | 500                                                 | 500                                                 | 500                                                 | 500                                                 |                                                     |
| نسبة الزيادة | 4.76%                                     | 1 أكتوبر 2023 | 5.88%                                               | 14.29%                                              | 7.69%                                               | 9.09%                                               | 10%                                                 | 11.11%                                              | 12.50%                                              | 14.29%                                              |                                                     |
|              | قرار رئيس مجلس الوزراء رقم 631 لسنة 2024  | 1 مارس 2024   | 12000                                               | 10000                                               | 9000                                                | 7500                                                | 7000                                                | 6750                                                | 6500                                                | 6250                                                | 6000                                                |
| الفرق        | 1000                                      | 1 مارس 2024   | 1000                                                | 1000                                                | 500                                                 | 1000                                                | 1250                                                | 1500                                                | 1750                                                | 2000                                                |                                                     |
| نسبة الزيادة | 9.09%                                     | 1 مارس 2024   | 11.11%                                              | 12.50%                                              | 7.14%                                               | 16.67%                                              | 22.73%                                              | 30%                                                 | 38.89%                                              | 50%                                                 |                                                     |
|              | قرار رئيس مجلس الوزراء رقم 2594 لسنة 2025 | 1 يوليو 2025  | 13500                                               | 11250                                               | 10250                                               | 8500                                                | 8000                                                | 7750                                                | 7500                                                | 7250                                                | 7000                                                |
| الفرق        | 1500                                      | 1 يوليو 2025  | 1250                                                | 1250                                                | 1000                                                | 1000                                                | 1000                                                | 1000                                                | 1000                                                | 1000                                                |                                                     |
| نسبة الزيادة | 12.5%                                     | 1 يوليو 2025  | 12.5%                                               | 13.89%                                              | 13.33%                                              | 14.29%                                              | 14.81%                                              | 15.38%                                              | 16%                                                 | 16.67%                                              |                                                     |

## أنظر أيضاً
- قائمة تشريعات العمل (مصر)